# Brookton, Western Australia
Brookton är en ort i Australien. Den ligger i kommunen Brookton och delstaten Western Australia, omkring 120 kilometer sydost om delstatshuvudstaden Perth.
Trakten runt Brookton är nära nog obefolkad, med mindre än två invånare per kvadratkilometer.. Närmaste större samhälle är Pingelly, omkring 19 kilometer söder om Brookton.
Trakten runt Brookton består till största delen av jordbruksmark. Genomsnittlig årsnederbörd är 472 millimeter. Den regnigaste månaden är september, med i genomsnitt 75 mm nederbörd, och den torraste är februari, med 12 mm nederbörd.